# Strada statale 47 della Valsugana
La strada statale 47 della Valsugana (SS 47) o strada provinciale 47 della Valsugana (SP 47) nel tratto da Padova a Cittadella, è una strada statale e provinciale italiana, il cui percorso si sviluppa in Veneto e in Trentino-Alto Adige. Inizia a Padova e termina a Trento, dopo avere attraversato parte della pianura veneta e percorso la Valsugana.

## Percorso

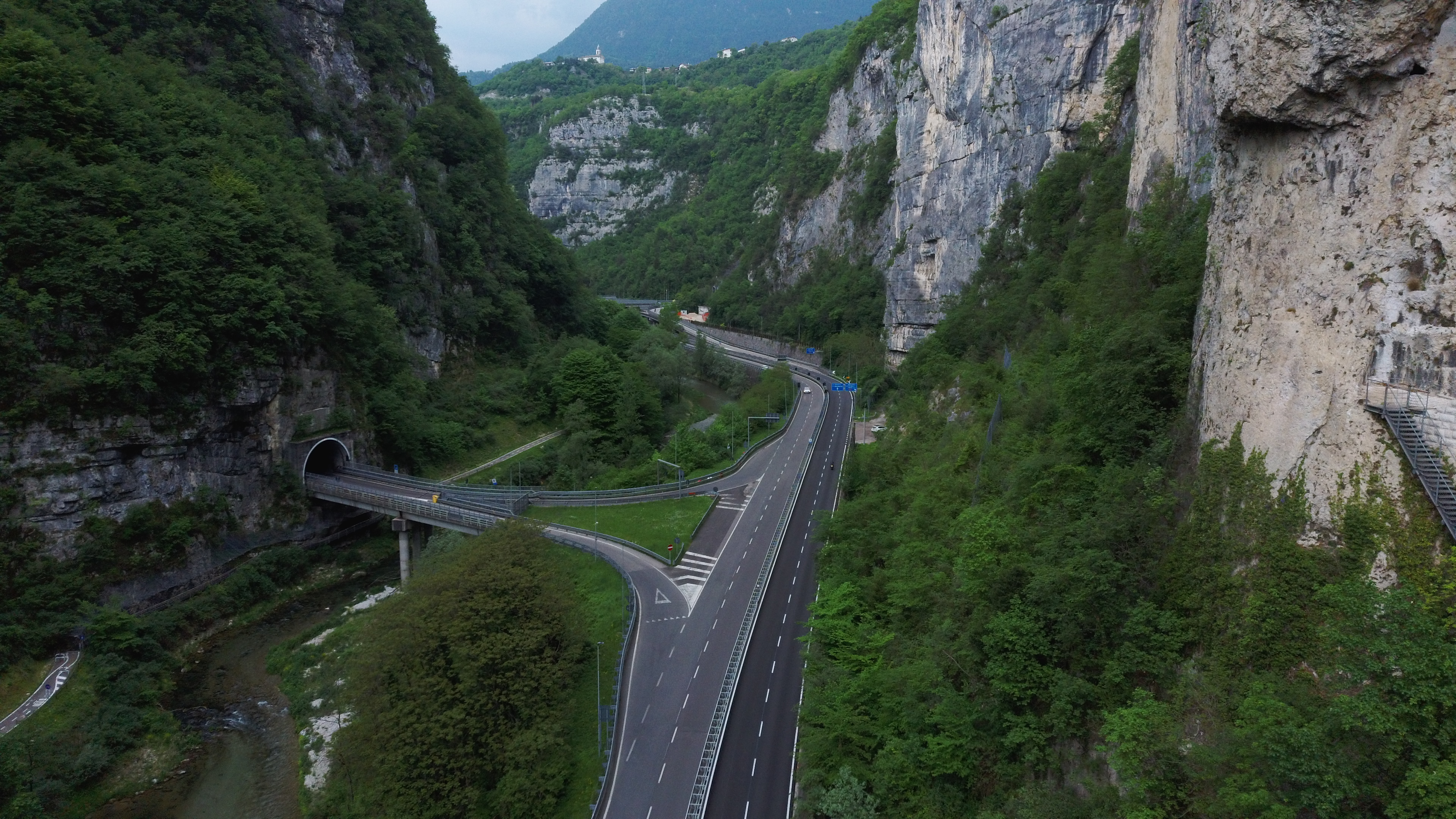
Il tratto tra Primolano e Cismon del Grappa

La SS 47 esce da Padova dirigendosi verso nord-ovest. All'estrema periferia nord-occidentale della città, vi si innesta l'ex 
SS 47 racc, oggi SR 47, nota come la tangenziale Ovest di Padova o tangenziale di Limena. Dopo il tratto iniziale a quattro corsie la strada si riduce ad una classica arteria extraurbana, con sede ampia, a carreggiata singola e alcuni (brevi) attraversamenti urbani. A Curtarolo attraversa il Brenta per la prima volta, portandosi alla sinistra idrografica del fiume, per poi puntare verso Cittadella dove interseca la Via Postumia, oggi strada statale 53 Via Postumia. L'attraversamento del centro abitato è da tempo evitabile mediante una variante a scorrimento veloce.
Da Cittadella la strada punta a nord, in direzione di Bassano del Grappa, in territorio vicentino. Anche Bassano è dotata di una tangenziale, a doppia carreggiata e quattro corsie complessive.

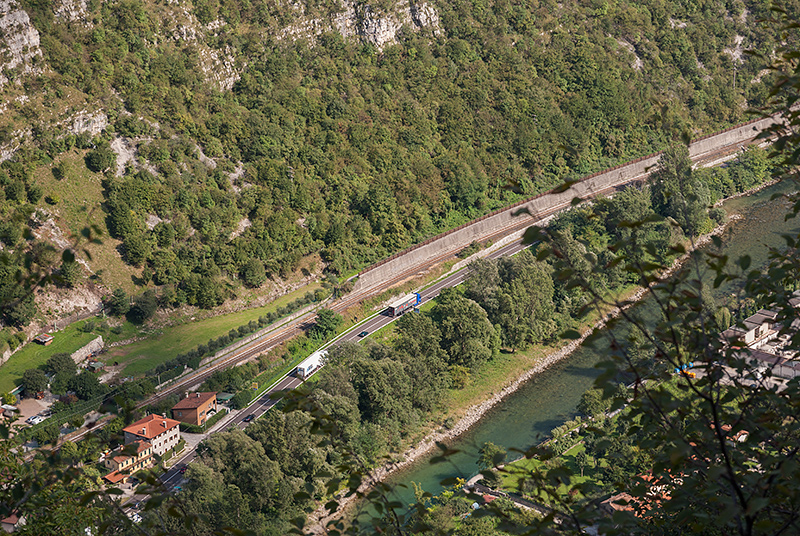
Un tratto della SS47 (affiancata dalla Ferrovia Trento-Venezia) in territorio vicentino (Canale di Brenta)

Da Bassano del Grappa iniziano i primi rilievi alpini, e la SS 47 percorre la stretta valle del fiume Brenta, il Canale di Brenta, rimanendo quasi sempre sulla sinistra orografica. Tratti a quattro corsie si alternano a più lunghi tratti a carreggiata unica; frequenti gli attraversamenti di piccoli centri abitati, sino a Valstagna. Da Valstagna inizia un lungo tratto di strada a carreggiate separate e quattro corsie, simile come caratteristiche a una superstrada, sostanzialmente privo di incroci a raso.
Il tracciato affianca (e talvolta sostituisce) la vecchia strada, che attraversa in sequenza numerose piccole frazioni del comune di Valbrenta. In prossimità di Primolano, si stacca con uno svincolo realizzato in parte in galleria, la strada statale 50 bis var del Grappa e del Passo Rolle, diretta a Belluno. Poco oltre Primolano la strada lascia il Veneto entrando in Trentino, precisamente in Valsugana.
Il primo centro di una certa importanza toccato dalla strada in territorio trentino è Grigno, dove termina il primo tratto di superstrada (25 km) con la strada che torna a carreggiata unica, e dove è possibile tramite l'uscita raggiungere anche la strada provinciale 79 per raggiungere il Passo Brocon. In prossimità di Villa Agnedo il tracciato in variante si stacca nuovamente dal percorso originario, che invece attraversa il centro di Borgo Valsugana. Tra Novaledo e Pergine Valsugana la SS 47 è una strada a scorrimento veloce, sebbene a carreggiata unica, e percorre lo stretto istmo tra i laghi di Levico e di Caldonazzo. Infine, l'ultimo tratto che da Pergine Valsugana scende a Trento è in forma di superstrada a carreggiata doppia, senza intersezioni a raso. Al termine del percorso, la SS 47 si innesta nella strada statale 12 dell'Abetone e del Brennero (tangenziale di Trento) a nord del capoluogo.

## Tabella percorso
| Strada Statale 47 della Valsugana | |       |           |      |
| Tipo                              | Indicazione | ↓km↓  | Provincia | Note |
|                                   | Padova | 0,0   | PD        |      |
|                                   | Padova-Corso Australia Di Altichiero Bologna-Padova Adriatica Abano Terme-Montegrotto Terme-Monselice                                                                                                   | 0,5   | PD        |      |
|                                   | Torino-Trieste | 4,3   | PD        |      |
|                                   | Limena Zona industriale | 5,1   | PD        |      |
|                                   | Limena-Rubano-Villafranca Padovana-Vigodarzere | 6,7   | PD        |      |
|                                   | Area di servizio | 7,7   | PD        |      |
|                                   | Contarina Limena-Piazzola sul Brenta-Vigodarzere | 10,1  | PD        |      |
|                                   | Vaccarino-Tremignon | 12,5  | PD        |      |
|                                   | Ponte sul Fiume Brenta | -     | PD        |      |
|                                   | del Mulino Santa Maria di Non-Cavino-Campodarsego | 13,5  | PD        |      |
|                                   | Curtarolo | 13,6  | PD        |      |
|                                   | Curtarolo Zona industriale |       | PD        |      |
|                                   | Pieve di Curtarolo | 15,9  | PD        |      |
|                                   | Desman Campo San Martino-Piazzola sul Brenta Marsango-Arsego-San Giorgio delle Pertiche | 17,6  | PD        |      |
|                                   | Paviola | 19,9  | PD        |      |
|                                   | del Ghebbo Villa del Conte-Santa Giustina in Colle-Camposampiero di Giarabassa Lobia-Carturo-Gazzo Padovano                                                                                             | 21,7  | PD        |      |
|                                   | San Giorgio in Bosco | 22,4  | PD        |      |
|                                   | del Ghebbo diramazione Sant'Anna Morosina | 23,4  | PD        |      |
|                                   | Zona industriale Nord | 24,0  | PD        |      |
|                                   | delle Sorgenti Facca-San Giorgio in Brenta-Fontaniva Onara-Tombolo | 25,0  | PD        |      |
|                                   | Cittadella Ospedale | 26,1  | PD        |      |
|                                   | Cittadella Zona industriale | 27,3  | PD        |      |
|                                   | Cittadella-Fontaniva Stadio | 29,0  | PD        |      |
|                                   | Postumia Vicenza-Castelfranco Veneto-Treviso-Portogruaro Aeroporto di Treviso-Sant'Angelo | 30,2  | PD        |      |
|                                   | Pozzetto-Galliera Veneta-Tezze sul Brenta-Santa Croce Bigolina | 31,5  | PD        |      |
|                                   | Della Friola Tezze sul Brenta-Pozzoleone | 33,7  | VI        |      |
|                                   | Cusinati-Tezze sul Brenta-Rossano Veneto | 35,3  | VI        |      |
|                                   | Castellana - Mestre - Venezia Castelfranco Veneto - Rossano Veneto - Castello di Godego | 38,2  | VI        |      |
|                                   | Nove-Cartigliano | 38,2  | VI        |      |
|                                   | Rosà | 38,2  | VI        |      |
|                                   | Nuova Gasparona Thiene-Schio-Marostica-Vicenza | 39,5  | VI        |      |
|                                   | Bassano del Grappa Ospedale San Bassiano Centro Commerciale Tangenziale di Bassano | 39,6  | VI        |      |
|                                   | Superstrada Pedemontana Veneta |       | VI        |      |
|                                   | Cassola | 41,7  | VI        |      |
|                                   | Romano d'Ezzelino sud Zona industriale Sud Schiavonesca-Marosticana Montebelluna-Asolo-Nervesa della Battaglia-Volpago del Montello Stadio                                                              | 43,4  | VI        |      |
|                                   | Romano d'Ezzelino nord Zona industriale Nord Monte Grappa Sacrario militare del monte Grappa Crespano del Grappa-Possagno-Pederobba-Valdobbiadene                                                       | 46,0  | VI        |      |
|                                   | Pove del Grappa-Conca degli Ulivi | 48,3  | VI        |      |
|                                   | Pove del Grappa | 50,2  | VI        |      |
|                                   | Solagna | 50,6  | VI        |      |
|                                   | Ponte sul Fiume Brenta | -     | VI        |      |
|                                   | Campese | 51,0  | VI        |      |
|                                   | Ponte sul Fiume Brenta | -     | VI        |      |
|                                   | Solagna | 51,9  | VI        |      |
|                                   | Campolongo sul Brenta | 53,3  | VI        |      |
|                                   | San Nazario | 54,9  | VI        |      |
|                                   | San Nazario | 55,0  | VI        |      |
|                                   | Carpanè-Valstagna Foza-Asiago | 58,2  | VI        |      |
|                                   | Pian dei Zocchi | 60,1  | VI        |      |
|                                   | Rivalta | 60,9  | VI        |      |
|                                   | Costa-San Marino | 62,7  | VI        |      |
|                                   | Cismon del Grappa | 66,9  | VI        |      |
|                                   | Ponte sul Torrente Cismon | -     | VI        |      |
|                                   | del Monte Grappa e del Passo Rolle Arsiè - Seren del Grappa del Monte Grappa e del Passo Rolle Belluno - Feltre-Fiera di Primiero - San Martino di Castrozza                                            | 71,2  | VI        |      |
|                                   | Primolano-Enego Asiago | 72,4  | VI        |      |
|                                   | Ponte sul Fiume Brenta | -     | VI        |      |
|                                   | Confine veneta/trentina | 73,05 |           |      |
|                                   | Tezze Valsugana | 77,7  | TN        |      |
|                                   | Grigno del Tesino - Castello Tesino del Passo Brocon - Passo Brocon | 79,7  | TN        |      |
|                                   | Grigno Zona Industriale | 80,6  | TN        |      |
|                                   | Ponte sul Torrente Grigno | -     | TN        |      |
|                                   | Grigno | 82,8  | TN        |      |
|                                   | Ospedaletto - Ponte Casoni | 89.0  | TN        |      |
|                                   | Villa Agnedo - Ivano-Fracena | 92,0  | TN        |      |
|                                   | Strigno | 93,2  | TN        |      |
|                                   | Ponte sul Torrente Maso | -     | TN        |      |
|                                   | Castelnuovo del Passo Manghen - Passo Manghen | 93,7  | TN        |      |
|                                   | Ponte sul Fiume Brenta | -     | TN        |      |
|                                   | Borgo Valsugana Zona industriale | 98,3  | TN        |      |
|                                   | Borgo Valsugana - Roncegno Terme - Ronchi Valsugana - Marter | 99,3  | TN        |      |
|                                   | Ponte sul Fiume Brenta | -     | TN        |      |
|                                   | Marter - Roncegno Terme - Ronchi Valsugana (Solo in uscita da Trento ed in entrata verso Padova) | 102,0 | TN        |      |
|                                   | Ponte sul Fiume Brenta | -     | TN        |      |
|                                   | Novaledo | 106,2 | TN        |      |
|                                   | Levico Terme-Barco | 107,6 | TN        |      |
|                                   | Levico Terme Terme di Levico | 111,1 | TN        |      |
|                                   | Levico Terme-Caldonazzo Laghi di Levico e Caldonazzo | 112,5 | TN        |      |
|                                   | Tenna | 114,0 | TN        |      |
|                                   | Pergine Valsugana - San Cristoforo al Lago - Calceranica al Lago | 118,7 | TN        |      |
|                                   | Pergine Sud - Susà | 118,9 | TN        |      |
|                                   | Pergine Valsugana | 120,0 | TN        |      |
|                                   | Ciré Zona industriale | 124,6 | TN        |      |
|                                   | Civezzano Centro Commerciale | 124,9 | TN        |      |
|                                   | Trento Est Cognola - Martignano - Povo | 132,5 | TN        |      |
|                                   | Trento nord - Gardolo | 136,2 | TN        |      |
|                                   | Tangenziale Ovest di Trento - Trento centro -Modena dell'Abetone e del Brennero - Verona - Rovereto Tangenziale Nord di Trento - Mezzolombardo dell'Abetone e del Brennero - Bolzano - Lavis - Brennero | -     | TN        |      |

## Gestione
In seguito al decreto legislativo 2 settembre 1997, n° 320, dal 1º luglio 1998, la gestione del tratto confine con il Veneto - Trento è passata dall'ANAS alla Provincia autonoma di Trento. La classificazione amministrativa e la numerazione di questo tratto di strada non sono state modificate. In seguito invece al decreto legislativo n. 112 del 1998, dal 2001, la gestione del tratto Padova - Cittadella è passata dall'ANAS alla Provincia di Padova, il tratto da Padova km 0+000 a Cittadella km 15, di competenza della Provincia di Padova, per convenzione nel 2001 è passato sotto l'amministrazione della società Veneto Strade e ha cambiano denominazione divenendo SP 47. Il rimanente tratto, da Cittadella al confine con il Trentino-Alto Adige, è invece rimasto all'ANAS.

## Autostrada Valsugana
La Regione del Veneto, al fine di aumentare la capacità dell'arteria e di ridurre i tempi di collegamento con il Trentino e quindi col nord Europa intende trasformare la ex strada statale in autostrada. La giunta regionale sta attuando una politica volta al coinvolgimento dei privati tramite la finanza di progetto, supportata dalla riscossione dei pedaggi sull'intera arteria o perlomeno sul tratto tra Bassano del Grappa a Trento, a seconda che si trovi l'accordo politico sulla parte sud del tracciato lungo l'asse Bassano - Castelfranco - Padova, spostandosi verso levante rispetto al tracciato originario della strada statale che invece passa per Cittadella.